# Duduk

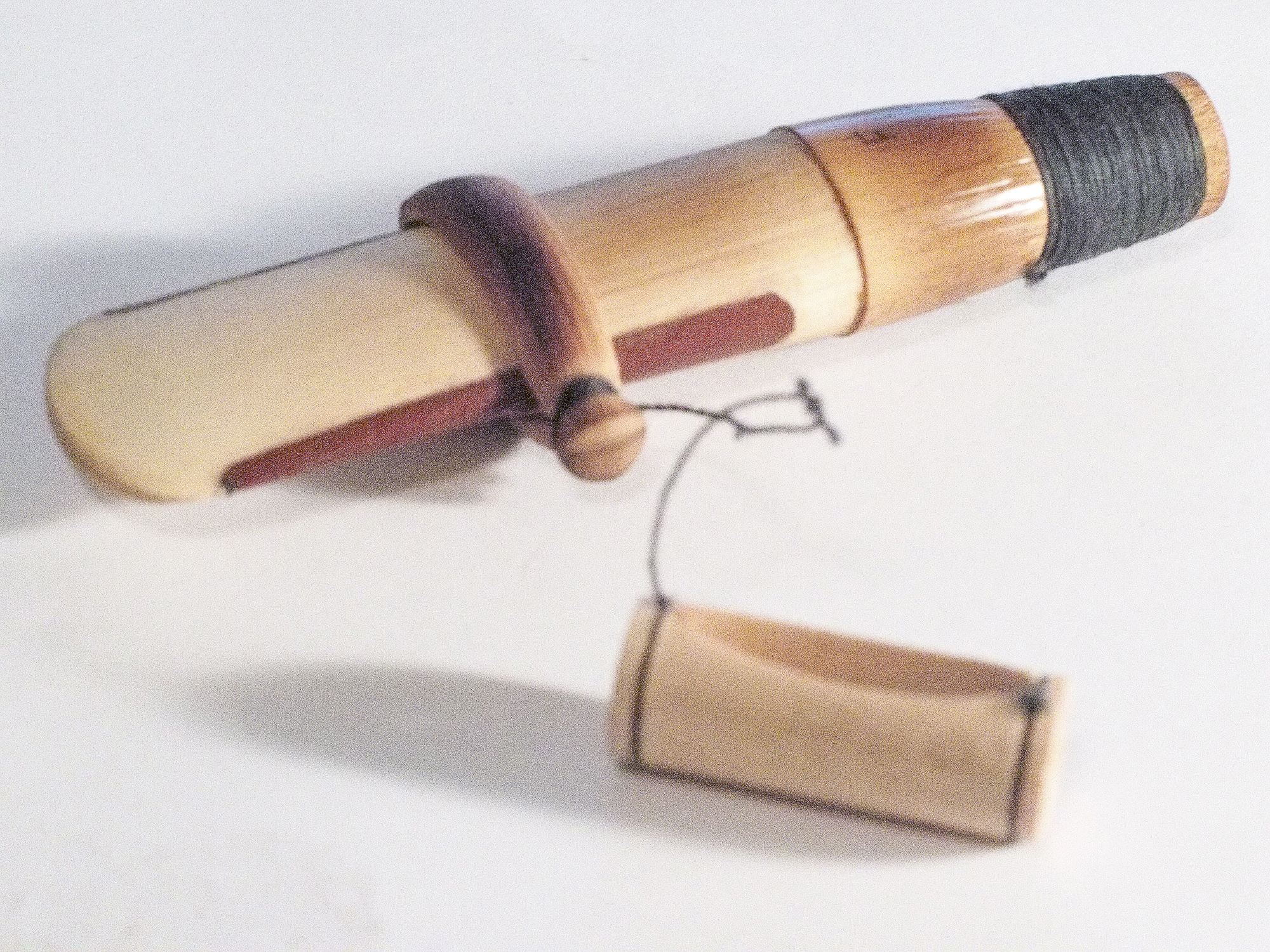
Dudukmunstycke

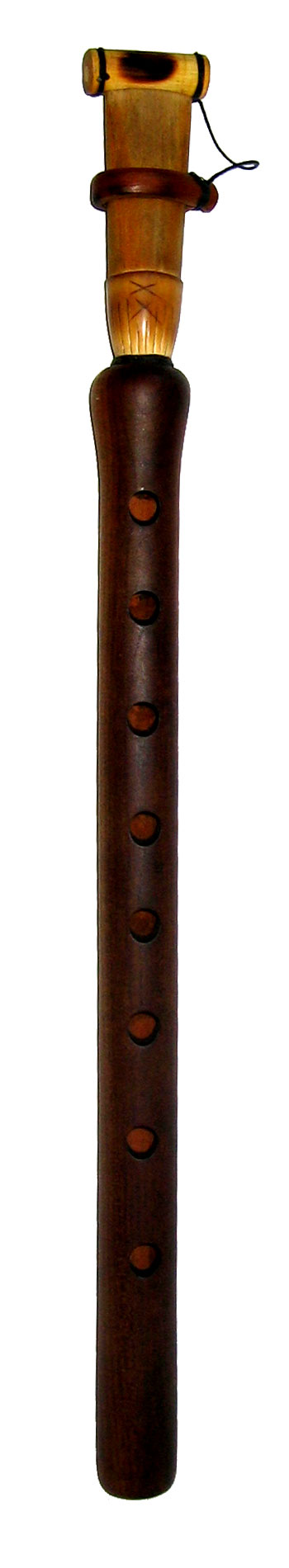
Duduk

Duduk (armeniska: դուդուկ) är ett gammalt träblåsinstrument med dubbelrörblad som är tillverkat i aprikosträ. Det förekommer i Armenien och i varianter i omkringliggande länder. 
Olika typer av duduk förekommer i andra delar av Kaukasus och Mellersta Östern som Azerbajdzjan, Georgien, Ryssland och Turkiet. Dudukmusik spelas vanligen av två dudukspelare. Medan den ena spelar en melodistämma, spelar den andra en bordun som kallas "dum". Detta bidrar till en fyllig ljudbild. 
Unesco utsåg armenisk duduk och musik spelad på duduk till ett immateriellt världsarv 2005.

## Etymologi
Ordet dudka är i slaviska språk diminutiv av duda ("gatumusikant") och kommer från urslaviska.
Det har samma namn, men är helt olika, det i nordvästra Bulgarien förekommande blåsinstrumentet dukuk. Denna är en blockflöjtsliknande flöjt, nära besläktad med serbiska frula (kaval eller kavalče i Makedonien). Denna flöjt tillverkas oftast i lönnträ.

## Beskrivning
Duduk med dubbelt rörblad är ett instrument med mycket gammalt ursprung. Det har funnits sedan åtminstone 400-talet och armeniska forskare menar att det fanns mer än 1.500 år tidigare än då. Det tidigaste instrumentet som är likt duduk tillverkades i ben eller rotting. Numera tillverkas duduk enbart av trä och med ett stort dubbelrörblad. Den tillverkas av trä från gamla aprikosträd. Till skillnad från andra dubbelrörsinstrument som oboe har duduk ett stort munstycke i förhållande till sin storlek.
Dess ljud varierar från region till region. På 1900-talet påbörjades dock en standardisering av duduken till en oktavs omfång. Det finns numera fyra olika vanligt förekommande typer av instrumentet, med en längd som varierar mellan 28 och 40 centimeter.
Musikanten använder sig av luft som samlats i kinderna för att fortsätta att spela under inandning. Denna cirkulärandningsteknik är vanlig vid spelning med dubbelrörbladsinstrument i Mellersta Östern. Metoden går till på så sätt att när musikanten startat tonen och vill ta ett andetag, så fylls kinderna med luft som pressas ut samtidigt som ett kort andetag tas genom näsan.

## Ljudfil
|  |
|  |